# 비료

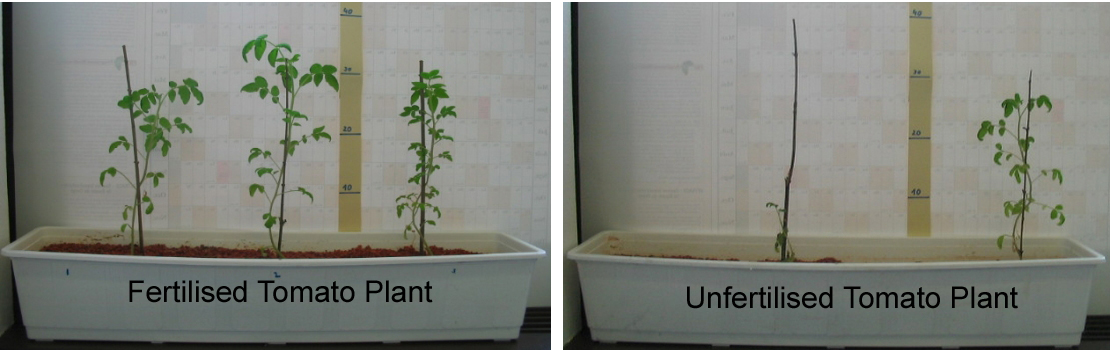
비료를 넣고 넣지 않은 6개의 토마토 식물.

비료(肥料, fertilizer)는 토지의 생산력을 높여서 식물이 잘 자라나도록 뿌려 주는 영양 물질을 가리킨다. 거름이라고도 하고, 토지를 기름지게 하고 초목의 생육을 촉진시키는 것의 총칭이다. 비료의 주성분은 질산·인산·수산화 칼륨·황산·수산화 칼슘·수산화 마그네슘 등으로 천연비료와 화학비료가 있다. 씨를 뿌리거나 모종하기 전에 주는 거름은 밑거름 또는 기비(基肥)라 부른다.
거름을 주어야 지력을 회복 시킬수 있다는 개념이 없던 초기 영농시기에는 이동식 화전농법으로 농업생산성을 유지하였다. 정착생활을 하게 되면서 삼포식 농법 등 돌려짓기를 통해 지력회복을 꾀했다. 분뇨를 이용한 시비기술의 발전이 있었으나 퇴비속에 포함된 미생물에 의해 병충해가 전염되는 문제가 있었고 생산성 향상에도 한계가 있었다. 
전반적인 농업기술이 발전했으나 인구증가율을 따라잡지 못함에 따라 화학비료의 개발 필요성이 대두되었다. 대기중에 포함된 질소 가스를 고체화시키기 위한 중간 단계로서 암모니아 합성을 여러 과학자가 시도했으나 실패를 거듭했다. 1909년 독일의 유대인 화학가 프리츠 하버가 암모니아 합성법을 개발하였고 곧이어 대량생산법을 개발함으로 화학비료 생산 시대가 열리게 되었다.

## 토양 비옥도
식물체가 생장하기 위해 필요한 물질 가운데 탄소는 공기 중에서 이산화탄소의 형태로, 수소와 산소는 뿌리를 통하여 물의 형태로 흡수되며, 그 밖의 원소들은 토양으로부터 무기 염류의 형태(이온 상태)로 흡수되는데, 농작물의 경우에는 해마다 거둬들이기만 하므로 토양에 양분이 부족하게 되어 이를 인위적으로 공급해 주지 않으면 안된다. 이산화탄소는 공기의 약 0.03%를 차지하며 또한 끊임없이 재생산되고 있으므로, 일반적으로 식물이 필요로 하는 탄소를 공급하는 데는 충분하다. 그러나 이와 같이 쉽게 얻을 수 있는 원소들이 있는 반면, 실제의 토양은 질소·인·칼륨의 공급이 부족되기 쉬워 적당한 형태의 비료를 토양에 공급해 주어야만 한다. 질소를 비롯하여 식물에게 필요한 대부분의 양분들은 토양으로부터 공급되고 있는데, 토양은 식물이 필요로 하는 양분이나 수분을 포함하고 있다가 식물의 수요에 따라 이들을 공급하는 능력을 가지고 있다. 이러한 능력을 토양 비옥도라고 한다. 토양 비옥도는 식물이 이용할 수 있는 무기양분이 토양에 어느 정도 포함되어 있는가를 나타내는 것으로, 보통 그 양이 많을수록 토양 비옥도는 높아진다.
그러나 이러한 무기 양분들은 빗물에 쉽게 흘러내려가기 때문에 그 공급이 부족되는 경우가 종종 있다. 단, 토양 속에 질이 좋은 점토와 부식토가 있으면 많은 무기 양분, 주로 양이온은 그 표면의 자리를 바꿔 흡착되므로 쉽게 흘러내리지 않게 된다. 즉, 퇴비와 같은 유기물을 주게 되면, 지렁이를 비롯한 곤충류와 원생동물들의 활동이 활발해지고 곰팡이, 세균류의 작용도 왕성해져서 토양 입자가 부식질 작용으로 서로 결합하여, 덩어리 모양의 단립 조직이 발달하게 된다. 이러한 단립 조직은 공급이 많고 공기의 유통이 잘 되며, 물이나 식물 양분의 보관력이 강하므로 농경지로서 적당하다. 또한, 이 조직은 식물 뿌리의 발달을 돕고 그 양분, 수분의 흡수를 돕는 한편, 토양이 세찬 빗물에 씻겨내려가는 것을 막는 데도 큰 역할을 한다. 또한 토양 속에 유기물이 충분하면, 그것을 이용하는 각종 미생물의 활동도 활발해져서 유기물의 분해 작용이 촉진되며, 또 암석류의 풍화 작용도 천천히 진행되므로 미량 원소의 공급이 원활해진다. 이와 같은 이유로 토양 비옥도를 유지시키기 위해서는 유기물을 적당히 공급하여 주는 것이 매우 중요하다.

## 비료의 3요소
토양에서 공급되는 무기 원소 가운데 식물이 많은 양을 필요로 하여 부족되기 쉬운 것으로 질소·인·칼륨을 들 수 있다. 이것을 '비료의 3요소'라고 하여 특히 중요시하고 있다. 이 3요소 다음으로 부족되기 쉬운 원소는 칼슘이기에 질소·인·칼륨과 칼슘을 '비료의 4요소'라고도 한다. 일정한 수확량을 거둬들이기 위해서는 모든 작물에 비료의 3요소가 절대적으로 필요하지만 그 필요량은 작물의 종류에 따라서 다르다. 이러한 필요량의 일부는 비료로 주지 않더라도 토양이나 관개 용수 또는 빗물로부터 공급되는데, 이렇게 천연으로 공급되는 3요소의 양은 밭보다는 논 쪽이 더 많다. 
조사 결과에 따르면, 3요소를 함유한 비료를 전혀 주지 않고 천연양분만으로 길렀을 경우에는 논벼에서는 78%, 밭벼에서는 38%, 보리류에서는 39%의 수확밖에 올릴 수 없었다고 한다. 세계에서 처음으로 인조 비료인 과인산석회가 생산되기 시작한 것은 1843년이었다. 공중질소의 공업적 고정에 의한 인조 질소 비료의 제조도 활발해져서 1902년에는 아크 방전에 의해 질산이 제조법이 개발되었다. 1906년에는 석회 질소가 제조되었으며 1913년에는 암모니아 대량 합성이 성공한 이래 화학 질소 비료의 상업생산으로 실현되어 화학비료 사용이 대중화되었다. 현재는 1년 동안 3,000만 t에 이르는 각종 합성 질소 비료가 공급되고 있다.

## 비료의 종류

### 자급 비료
퇴비, 구비나 인분뇨, 나뭇재 등은 농가에서 생산하여 이용하는 천연비료이다. 위생적으로 불결하다는 인식이 깊어지고 가축의 수가 줄어들며, 또 농가 노동력 부족 등의 원인으로 점차 사용이 감소되어가는 추세에 있다. 그러나 특히 퇴비, 구비는 토양 비옥도를 유지하고 향상시키는 데 있어서 매우 중요한 구실을 한다는 것을 잊어서는 안 된다.

### 유기질 비료
깻묵류·어분류·골분류 등의 유기질 비료는 사용하기 쉬운 안전한 비료인데, 화학 비료의 발달과 더불어 점차 그 소비량이 감소되어 현재는 총 판매 비료량의 10%에 지나지 않는다.

### 질소 비료
| 나라       | 질소 소비 전체 (Mt pa) | 사용 정도 (경작) |
| ---------- | ---------------------- | ---------------- |
| 미국       | 9.2                    | 4.7              |
| 중국       | 18.7                   | 3.0              |
| 프랑스     | 2.5                    | 1.3              |
| 독일       | 2.0                    | 1.2              |
| 캐나다     | 1.6                    | 0.9              |
| 영국       | 1.3                    | 0.9              |
| 브라질     | 1.7                    | 0.7              |
| 스페인     | 1.2                    | 0.5              |
| 멕시코     | 1.3                    | 0.3              |
| 터키       | 1.5                    | 0.3              |
| 아르헨티나 | 0.4                    | 0.1              |

잎의 생장에 좋은 질소 비료는 주로 작물의 생장 초기에 이용되는데, 황산암모늄·염화암모늄·요소·석회질소·질산암모늄 등이 대표적인 것이다. 이 가운데 요소는 토양 속에서 탄산암모늄으로 변한다. 질소 비료는 효과가 빨리 나타나는 속효성이지만 질소를 서서히 토양 속에 방출하도록 고안, 개발된 완효성 질소 비료도 있다. 이 중 IB(아이비)라고 부르는 이소브티리덴오 요소는 토양 속에서 서서히 가수 분해되어 요소를 방출하며 비료 알갱이의 크기나 굳기로 그 분해 속도를 조절할 수 있다. 우레아포름·CDU·구아닐요소 등은 주로 미생물의 작용에 의해 모두 토양 속에서 분해된다. 따라서, 미생물이 활동하기 어려운 저온에서는 분해 속도가 늦은데 비해, 온도가 높아지면 점차 빨라지게 된다. IB와 구아닐요소는 주로 논작물에, 우레아포름과 CDU는 밭작물에 사용한다.

### 인산 비료
인산 비료는 열매의 생장에 도움을 주는 것으로, 그 원료가 되는 인광석은 전 세계에 약 300억 t이 매장되어 있다고 하는데, 대한민국은 전량을 수입에 의존하고 있다. 현재 생산되고 있는 중요한 인산 비료로는 과인산석회(1만 3,000 t)와 용성 인비(7만 8,000 t) 등이다. 이들은 주성분이 인산일석회[Ca(H2PO4)2]이며 수용성이므로 비료의 효과도 빨리 나타난다. 용성 인비의 인은 규산·마그네슘·칼슘 등과 함께 유리 모양으로 용융되어 있으므로 물에 잘 녹지 않지만, 토양 속에서는 서서히 용해되어 식물체에 흡수된다.

### 칼륨 비료
칼륨 비료는 생장 및 뿌리의 발달에 좋은데 대한민국에는 칼륨 자원이 거의 없기 때문에 칼륨 비료는 전량 수입에 의존하고 있다. 그 대부분은 염화칼륨(KCl)이며, 이 밖에 황산칼륨(K2SO4)이 있고 칼륨염도 있다. 칼륨 비료는 모두 수용성이므로 그 효과가 빨리 나타난다.

### 복합 비료
복합 비료는 비료의 3요소 가운데 2종 이상을 포함하는 비료로서, 배합 비료 및 화성 비료를 가리키는데, 이들 중에는 비료 성분이 낮은 것과 높은 것 등 아주 많은 종류가 있다. 이들 복합 비료는 3요소가 함께 포함되어 있을 뿐만 아니라 취급이 편리하므로, 특히 농업 기계화가 진척된 요즈음에는 그 사용량이 늘어나는 추세에 있어, 현재 사용되고 있는 비료의 70% 이상이 이 복합 비료이다.

### 그 밖의 비료
석회질 비료, 마그네슘 비료, 규산질 비료, 미량 요소 비료 등 여러 가지가 있다. 미량 요소 비료는 함유되어 있는 성분에 따라 망간질 비료, 붕소질 비료 등으로 불린다. 한편, 질산화 작용을 억제하는 성분이 들어 있는 비료는 토양 속에서 암모니아가 질산으로 변하는 작용, 즉 질산화 작용을 억제한다. 그러므로 비료 속의 질소는 토양 입자에 흡수되기 어려운 질산 이온이 되므로 빗물이나 관개 용수에 잘 씻겨 내려가지 않게 된다.

## 화학비료 개발의 역사

### 농업의 발달
원시농업은 동식물의 단순채취에서 재배와 사육의 형태로 발달하였는데 초기에는 화전(火田)을 일구다가 지력(地力)이 다하면 이동하여 화전을 일구었다. 집단 정착생활이 시작된 후 휴경지를 두어 윤작(輪作, 돌려짓기)을 하거나 콩과 작물을 심어 지력 회복을 꾀했다. 가축을 많이 사육하던 유럽에는 삼포식(三圃式) 농법을 통해 지력 회복을 꾀했다. 점차 지력소모에 대한 적극적인 대응책으로 분뇨사용 등 시비기술이 발전하였고 농기구 발달, 가축을 농업에 활용, 작물개량을 통하여 농업기술을 발전시켜 나갔다.

### 인류의 숙원사업
산업혁명으로 근대화되기 이전의 농경중심사회의 주 관심은 농업생산력 증대에 있었다. 농경기술 발전을 통해 증산이 이루어지기는 했으나 기술발전과 황무지 개간 등으로는 증산의 한계가 있었다. 결국 곡물 생산량은 인구증가에 미치지 못하여 인류는 항상 기아의 고통속에 살아왔으며 흉년에는 기근으로 인해 아사자가 발생하였다. 이런 문제는 1492년 콜럼버스의 신대륙 탐험이후 아메리카 대륙에서 넘어온 감자, 고구마, 옥수수, 카사바 등의 구황작물을 통해 어느정도 해결이 되는 듯했다. 그러나 18세기들어 인구가 증가하자, 유한한 식량자원에 비해 인구가 급격히 증가함으로 인해 인구 대비 식량의 불균형이 재앙을 초래할 수 있다는 맬서스의 경고가 1798년에 발표되기도 했다.

### 비료의 3요소
독일의 지리학자 훔볼트가 남미 탐험을 마치고 1804년에 유럽으로 돌아온후, 페루의 구아노(guano)를 수입하여 비료로 사용하면 농작물 생산량을 크게 증대시킬수 있다고 주장을 펼쳤다. 남미 원주민들은 구아노를 이용해 휴경지 없이 농사짓는 것을 보았기 때문이었다. 일반적인 축산분료로 만들어진 퇴비보다 구아노 속의 질소와 인의 함량은 월등히 높았다. 건조한 해안지방에서 바다새의 배설물이 오랜세월 응고, 퇴적되며 많은 질소가 농축되어 있기 때문이다. 그러나 과학적인 연구가 부진한 상황에서 이를 증명할 수 없었기에 아무도 그의 주장에 관심을 가지지 않았다.
1841년에 '농예화학의 아버지'라 평가되는 화학자 리비히가 '식물의 무기 영양론'을 발표하였다. 그는 식물이 공기로부터 얻는 이산화탄소와 뿌리로부터 얻는 질소 화합물과 미네랄을 가지고 성장한다는 사실을 알아냈다. 또한 비료의 필수 성분이자 가장 중요한 성분이 질소라는 것과 질소, 인, 칼륨이 비료의 3대요소라는 사실도 체계적으로 밝혔다.

### 화학비료의 필요성
리비히의 발표이후 유럽인들은 남미의 구아노와 초석을 수입하기 시작했다. 구아노와 초석 속에 있는 질소는 화약을 제조하는데도 필요했기 때문에 구아노의 경제적 가치가 상승하였다. 구아노와 초석을 수출하게 된 페루와 칠레의 경제는 크게 호황을 누렸으나, 이내 초석과 구아노를 놓고 페루, 볼리비아, 칠레는 1879년에서 1884년까지 전쟁을 치루기도 했다.(태평양 전쟁)
18세기 중반 8억명이던 세계인구가 19세기 말에 15억 정도로 크게 증가했지만 농업생산성은 더 이상 향상되지 않았다. 맬서스의 예언이 실현될지도 모른다는 두려움속에 인류는 ‘식량부족’이라는 문제를 해결해야만 했다. 구아노와 초석만으로는 한계가 있었기 때문이다. 과학자들이 공기중에 78%를 차지하는 질소를 이용하려 노력했지만, 질소 기체는 질소 원자끼리 아주 안정적인 삼중결합을 하고 있어서 식물들이 쉽게 흡수할 수 있는 다른 화합물 형태로 변환하는 것이 쉽지 않았다. 그래서 식물 성장에 큰 비중을 차지하는 단백질 합성에 필요한 충분한 질소를 공급하는 일은 과학자들의 오랜 숙제가 되었다.

### 화학 비료 발명
독일 카를스루에 공과대학교에서 1894년부터 교수로 재직하던 프리츠 하버는 암모니아의 인공 합성에 대한 연구를 진행했다. 만약 공기중에 있는 질소를 합성하여 암모니아를 만들 수 있다면 이를 고체화 시켜 인공질소 비료를 무한대로 생산할 수 있었다. 공기로 빵을 만들 수 있게 되는 것이었다. 하버는 니켈류의 촉매로 암모니아를 분해할 수 있다는 사실과 르 샤틀리에의 원리에 착안하여, 촉매반응의 생성물인 질소와 수소를 많이 넣어주면 암모니아가 합성되리라는 생각에 다다른다. 전기방전을 이용한 방식은 너무 많은 전력을 소모하여 경제성이 없었다. 고온을 가해보았으나 수율이 너무 낮았다.
고압을 가하는 방식을 실현하기 위해서 고압을 견디는 반응기구를 제작하여 실험을 진행하였다. 여러차례 어려움을 겪으며 녹녹치 않은 과정을 겪었다. 최종적으로는 고온에서 기능이 저하되는 기존의 촉매제인 철, 니켈, 망간을 대체할 물질을 찾아야 했다. 새로운 촉매제를 찾아내기 위해 그는 2만번이 넘는 실험을 해야했다. 결국 1909년 3월에 오스뮴을 촉매제로 사용하여 공기중의 질소와 수소 기체를 암모니아로 바꾸는 하버법을 발명하였다.
이제 문제는 화학비료의 상업화를 위해서 공업적 대량생산에 적합한 수준으로 수율을 높이는 것이었다. 하버는 오스트발트의 암모니아 합성법의 오류를 지적한 바스프(BASF)사의 카를 보슈와 함께 대량 생산기술을 개발하여 1913년 9월부터 년간 20만톤을 생산하기 시작했다.
하버가 개발한 화학비료의 생산은 제1,2차 세계대전으로인해 주춤했으나, 1950년 이후 생산기술이 전세계로 보급되면서 농작물 생산량을 비약적으로 증가시켰다. 이를 통해 대략 40억명 이상의 사람들이 하버의 덕을 보게 되었다.

## 주요 제조사
- 남해화학
- 팜한농
- KG케미칼
- 카프로
- 풍농

## 같이 보기
- 농업의 역사
- 화전 농법
- 삼포식 농업
- 돌려짓기
- 사이짓기
- 프리츠 하버
- 유스투스 폰 리비히
- 구아노
- 새똥전쟁